# Pokémon Black 2 i White 2
Pokémon Black 2 (jap. ポケットモンスター ブラック 2, trl. Poketto Monsutā Burakku 2) i Pokémon White 2 (jap. ポケットモンスター ホワイト 2, trl. Poketto Monsutā Howaito 2) – gry wideo z gatunku RPG stworzone przez Game Freak w 2012 roku, wydane przez Pokémon Company i Nintendo na konsoli Nintendo DS. Należą one do piątej generacji gier Pokemon, są bezpośrednimi kontynuacjami gier Pokémon Black i Pokémon White będąc pierwszymi sequelami w serii. Pierwsze wydanie miało miejsce w Japonii w czerwcu 2012 r., a następnie w październiku 2012 r. na całym świecie. 
Gry zostały pierwszy raz zaprezentowane 26 lutego 2012 r. w odcinku japońskiego programu telewizyjnego Pokémon Smash!, a następnie potwierdzone międzynarodowo na oficjalnej stronie internetowej Pokémon. Gry otrzymały ogólnie pozytywne recenzje od krytyków i zostały pochwalone za nowe funkcje i zmiany w stosunku do poprzednich części cyklu.

## Fabuła
Pokémon Black 2 i White 2 opowiadają o podróży trenera Pokémon, który chce zostać Mistrzem Ligi Pokémon Unova, dwa lata po wydarzeniach z Black i White. Zła organizacja Team Plasma powróciła jako Neo Team Plasma, a gracz musi pokrzyżować jej plany, zapobiegając w przejęciu władzy nad całym światem.
Akcja Pokémon Black 2 i White 2 tak samo jak w Pokémon Black i White rozgrywa się w regionie Unova. Jest to kontynent położonym daleko od regionów z poprzednich części cyklu, takich jak Kanto, Johto, Hoenn i Sinnoh. W przeciwieństwie do dotychczasowych regionów, inspirowanych rzeczywistymi lokacjami Japonii, Unova jest oparty na Nowym Jorku. Pomysł ten został opracowany przez dyrektora gry Junichi Masudę, w czasie odwiedzin miasta podczas premiery gier Pokémon Diamond i Pearl.

## Rozgrywka
Podobnie jak w Poprzednich częściach rozgrywka dzieli się na dwie główne kategorie – eksplorację i walki pokemon. Eksploracja świata gry polega na kontrolowaniu postaci gracza z perspektywy lotu ptaka, rozmawianiu z postaciami niezależnymi oraz poszukiwaniu przedmiotów i Pokémonów. Walki są rozgrywane w turach, każda z nich kończy się wykonaniem ataku, użyciem przedmiotu lub wycofaniem z pola walki. Ataki Pokémonów mogą być wykorzystywane w celach takich jak atakowanie, wzmacnianie, osłabianie lub powodowanie efektów statusu. Za wygraną otrzymuje się punkty doświadczenia, dzięki któremu podnoszą się statystyki i poznaje się nowe umiejętności oraz pieniądze.
W grze znajduje się 649 różnych Pokémonów, z czego 301 może być złapane przez gracza za pomocą pokéballi.